# Bataille de Tchornobaïvka
Invasion de l'Ukraine par la Russie de 2022
Batailles
Offensive de Kiev (Jytomyr, Kiev) : 
- 1re Hostomel
- Tchernobyl
- Ivankiv
- Kiev
- 2e Hostomel
- Vassylkiv
- Boutcha
- Irpin
  - Bombardement de réfugiés
- Jytomyr
- Mochtchoun
- Makariv
- Brovary

Offensive du Nord (Tchernihiv, Soumy) :
- Hloukhiv
- Slavoutytch
- Bombardements
- Soumy
- Trostianets
- Tchernihiv
- Okhtyrka
- Lebedyn
- Konotop
- Romny
- Desna
- Escarmouches frontalières

Russie  (Briansk, Belgorod) :
- Incursions en Russie occidentale
  - Oblast de Briansk
  - Oblasts de Belgorod et de Koursk
    - Incursions de 2024

  - Bombardement de Belgorod
- Oblast de Koursk (août 2024)

Campagne de l'Est (Donetsk, Louhansk, Kharkiv)
Kharkiv :
- 1re Kharkiv
  - Tchouhouïv
  - Bombardements : en février
  - en mars
  - en avril
  - du bâtiment administratif
- Izioum
- 2e Kharkiv
  - Balaklia
  - 1re Koupiansk
  - Chevtchenkove
- 3e Kharkiv

Nord du Donbass:
- Starobilsk
- Sloviansk
  - Dovhenke
  - 1re Lyman
  - Sviatohirsk
  - Bohorodychne et Krasnopillia
  - Bombardements : Bilohorivka
  - Kramatorsk
- Sievierodonetsk
  - Kreminna
  - Donets
  - Roubijné
  - Popasna
  - Tochkivka
  - Massacre
- Lyssytchansk
- 2e Kharkiv
  - Balaklia
  - 1re Koupiansk
  - Chevtchenkove
  - 2e Lyman
- Oblast de Louhansk
  - Ligne Svatove-Kreminna
  - Serebryansky
  - 2e Koupiansk

 Centre du Donbass:
- Horlivka
- Popasna
- Svitlodarsk
- Bakhmout
  - Soledar
- Siversk
- Tchassiv Iar
- Toretsk

Sud du Donbass :
- Volnovakha
- Marioupol
  - Bombardements : de l'hôpital
  - du théâtre
  - de l'école d'art
- Pisky
- Vouhledar
  - Pavlivka
- Marïnka
- Contre-offensive de 2023
- Avdiïvka
- Novomykhaïlivka
- Pokrovsk
  - Krasnohorivka
  - Toretsk
- Bombardements :
- Makiïvka
- Donetsk

Campagne du Sud (Mykolaïv, Kherson, Zaporijjia)
- 1re Kherson
- Odessa
- Melitopol
- Mykolaïv
  - Bombardements : à fragmentation
  - du bâtiment administratif
- 1re Berdiansk
- Zaporijjia
- Tchornobaïvka
- Enerhodar
- Voznessensk
- Houliaïpole
- Davydiv Brid
- 2e Berdiansk
- Nova Kakhovka
- 2e Kherson
  - Doudtchany
- Dniepr
- Tchoulakivka
- Contre-offensive de 2023
  - Robotyne

Frappes aériennes dans l'Ouest et le Centre de l'Ukraine
- Lviv (02/2022)
- Vinnytsia (03/2022)
- Yavoriv (03/2022)
- Deliatyne (03/2022)
- Dnipro

Guerre navale
- Île des Serpents (02/2022)
- Moskva (04/2022)

Attaques en Crimée
- Novofedorivka (08/2022)
- Djankoï (08/2022)
- Pont de Crimée (10/2022)
- Base navale de Sébastopol (10/2022)
- Pont de Crimée (07/2023)
- Base navale de Sébastopol (09/2023)

Débordement
- Aéroport de Millerovo
- Sabotages en Russie
- Attaques en Transnistrie
- Sabotage des gazoducs Nord Stream
- Terrain d'entraînement militaire de Soloti
- Explosions en Pologne
- Bases aériennes de Dyagilevo et Engels-2
- Base aérienne de Minsk-Matchoulichtchi
- Crise russo-moldave de 2023
  - Accusations de tentative de coup d'État en Moldavie
- Incident de drone de 2023 en mer Noire
- Rébellion du groupe Wagner

Massacres
- Tchernihiv
- Boutcha
- Borodianka
- Olenivka
- Izioum

La bataille de Tchornobaïvka est un affrontement militaire en cours qui a débuté le 27 février 2022, lors de l'invasion de l'Ukraine par la Russie de 2022, dans le cadre de l'offensive du Sud de l'Ukraine. Tchornobaïvka, située dans l'Oblast de Kherson en Ukraine, a connu un total de 12 attaques de positions russes par les Forces armées ukrainiennes.

## Contexte
Tchornobaïvka est une petite ville de l'Oblast de Kherson en Ukraine. C'est une porte d'entrée vers la ville de Kherson et son contrôle donne des  avantages stratégique et tactique en cas d'attaque hypothétique sur Mykolaïv. Cela est principalement dû à l'aérodrome qui s'y trouve, que les Forces armées russes avaient l'intention d'utiliser comme point d'atterrissage lors de l'invasion russe de l'Ukraine en 2022. C'est pourquoi Alexander Lemenov, un analyste ukrainien, a défini Tchornobaïvka comme l'une des cibles militaires de la Russie pendant sa guerre avec l'Ukraine.

## Bataille
Le 24 février 2022, les troupes russes attaquent avec des missiles et des bombes l'aéroport près de Tchornobaïvka. Cette attaque a eu lieu en même temps que celles sur les aérodromes de Boryspil, Ozerne, Kulbakine, Tchouhouïv, et Kramatorsk.
Tchornobaïvka a vu son premier engagement militaire le 27 février 2022. Ce jour-là, les forces ukrainiennes ont bombardé l'armée russe avec l'utilisation de Bayraktar TB2 (drone de combat de fabrication turque). L'armée ukrainienne a diffusé une vidéo des drones effectuant des frappes aériennes sur les positions russes, qui s'est avérée être la première séquence de drones Bayraktar en action depuis le début de la guerre. Cet événement s'est produit à l'occasion du deuxième anniversaire des frappes aériennes de Balyun en 2020 par l'armée russe qui ont tué 34 soldats turcs en Syrie. L'Ambassade de Turquie à Kiev a décrit les frappes aériennes à Tchornobaïvka comme une « vengeance » de l'incident de Baylun en 2020 et a déclaré qu'« il existe une justice divine ».
L'événement suivant à Tchornobaïvka s'est produit le 7 mars 2022, lorsque l'armée ukrainienne détruit 30 hélicoptères militaires russes qui avaient atterri sur l'aérodrome de la ville. L'armée ukrainienne a également signalé des frappes sur l'équipement et la main-d'œuvre russes.
Par la suite, le 15 mars 2022, l'Ukraine inflige une attaque aux forces russes à Tchornobaïvka. Il a été signalé au gouverneur de l'oblast de Mykolaïv Vitaliy Kim qu'à la suite de cela, des soldats russes ont commencé à fuir vers la banlieue de Kherson, alors occupée par la Russie.
Le lendemain, le 16 mars 2022, les forces ukrainiennes ont de nouveau bombardé les forces russes, endommageant sept de leurs hélicoptères militaires.
Le 18 mars 2022, il y a eu une nouvelle attaque ukrainienne sur Tchornobaïvka qui s'est soldée par la cinquième défaite de la Russie dans la ville. La position de la 8e armée combinée de la Garde a été attaquée et son commandant, lieutenant général Andreï Mordvitchev, aurait été tué dans l'incident.
Le 19 mars 2022, le lendemain, l'Ukraine a de nouveau vaincu les forces russes à Tchornobaïvka. Oleksiy Arestovytch, conseiller du chef du Bureau du président de l'Ukraine, a déclaré : « Ne riez tout simplement pas. Nous les avons encore attrapés à Tchornobaïvka. Pour la sixième fois ».
Le sixième a été suivi du septième, survenu le 21 mars 2022. Ce jour-là, les forces ukrainiennes ont de nouveau attaqué l'aérodrome, ce qu'Arestovytch a annoncé en disant « Rassemblez-vous. Maintenant, vous aurez besoin de tout votre courage. Tchornobaïvka. La septième fois ».
Les Russes ont de nouveau été attaqués à l'aérodrome de Tchornobaïvka par l'Ukraine le 22 mars 2022, faisant des victimes et des pertes d'équipement. Arestovytch a expliqué les incidents dans la ville en expliquant que de nombreux hélicoptères russes allant de la Crimée à l'Ukraine étaient contraints d'utiliser l'aérodrome de Tchornobaïvka pour atterrir. En raison du terrain plat de l'Ukraine, les forces ukrainiennes pourraient facilement attaquer les forces russes, avec des difficultés rencontrées pour atterrir sans être découvertes.
Le neuvième incident à Tchornobaïvka a eu lieu le 23 mars 2022 au milieu d'une nouvelle attaque ukrainienne à l'aérodrome. Arestovytch a déclaré cette fois que le matériel russe qui y était stocké était moins nombreux qu'auparavant.
Le lendemain, le 24 mars 2022, l'armée ukrainienne a de nouveau attaqué l'armée russe à Tchornobaïvka. Arestovytch a déclaré qu'immédiatement après l'attaque ukrainienne, il y avait eu un grand mouvement de troupes sur le pont Antonovskiy voisin, pour lequel il a affirmé que les troupes russes avaient fui. Il a également été affirmé qu'un deuxième général russe avait été tué à Tchornobaïvka lors de cette attaque. Si cela était confirmé, l'armée ukrainienne aurait tué le lieutenant-général Iakov Rezantsev, commandant de la 49e armée combinée.
Du 27 mars 2022 au 1er avril 2022, Arestovytch annonce quatre autres frappes avaient eu lieu à Tchornobaïvka,,,. Le 28 mars, date à laquelle l'une de ces attaques a eu lieu, la Russie a également déclaré avoir abattu un drone et cinq missiles ukrainiens à Tchornobaïvka. Après les attaques du 1er avril, Arestovytch affirme que les forces ukrainiennes ont réussi à détruire un bataillon russe entier à Tchornobaïvka.
Le 14 avril 2022, Arestovytch annonce que la quinzième frappe de l'armée ukrainienne sur Tchornobaïvka avait eu lieu, détruisant des dépôts de munitions du 22e corps d'armée russe. Arestovytch affirme ensuite que, dans la nuit du 17 avril 2022, les forces ukrainiennes ont à nouveau détruit du matériel militaire russe stocké dans l'aéroport de Tchornobaïvka. Arestovytch déclare que le 2 mai 2022, l'armée ukrainienne avait détruit un autre dépôt de munitions russe à la suite d'une autre attaque.

## Réactions
En raison du grand nombre d'attaques subies par les forces russes à Tchornobaïvka, la commune a été décrite comme ayant atteint un statut « légendaire » en Ukraine. Sur les réseaux sociaux en ukrainien, une vague de mèmes est apparue se moquant des échecs de la Russie à prendre Tchornobaïvka,.
Le président de l'Ukraine Volodymyr Zelensky a déclaré que « la Tchornobaïvka ukrainienne entrera dans l'histoire de la guerre » et que « c'est un endroit où l'armée russe, ses commandants, se sont montrés complètement… comme ils sont - incompétents, capables de simplement conduire leur peuple à l'abattoir ».